# Ami du Chambertin
De Ami du Chambertin is een Franse kaas, uit de Bourgondië.
Het betreft een gewassen korst kaas uit het dorpje Gevrey-Chambertin in de Bourgogne. De kaas wordt gemaakt van rauwe, niet gepasteuriseerde melk, het is een niet-geperste kaas, de kaasmassa blijft ook na de rijping nog zacht. Rijping duurt minstens vier weken en gedurende die tijd wordt de kaas regelmatig gewassen met water aangelengd met Marc de Bourgogne.
De kaas werd voor het eerst gemaakt in 1950 door Raymond Gaugry. De kaas wordt nog steeds gemaakt door de kleinzoon Olivier GAUGRY